# Ngũ Hùng
Ngũ Hùng là một xã thuộc huyện Thanh Miện, tỉnh Hải Dương, Việt Nam.

## Vị trí
Xã Ngũ Hùng nằm ở phía nam huyện Thanh Miện, tiếp giáp với xã Thanh Giang và thị trấn Thanh Miện, Chi Lăng Bắc, huyện Thanh Miện và xã Tân Quang, huyện Ninh Giang. Xã nằm trên tuyến đường giao thông liên huyện nối liền huyện Thanh Miện với huyện Ninh Giang.

## Đơn vị hành chính
Trước tháng 8 nam 1945 lãnh thổ xã Ngũ Hùng nay vốn là 5 trong 6 xã của tổng La Ngoại huyện Thanh Miện. Sau 5 xã đó hợp lại thành 1 xã mới lấy tên là xã Ngũ Hùng, 5 xã cũ đổi thành 5 thôn. Nay xã vẫn bao gồm 5 thôn chia thành 7 chi đội sản xuất đánh số từ 1 đến 7:
- Tiêu Lâm
- La Ngoại
- Cụ Trì (làng Chìa) (quê của ông Vũ Đức Đam): vốn có 5 làng: Cụ Ngụ, Châm Nhị-Hai, Ngọc Tháp-Gọc, Dương Cốc, Thượng Nguyên.
- Nại Trì
- My Trì (làng Mơ)